# Suicidio

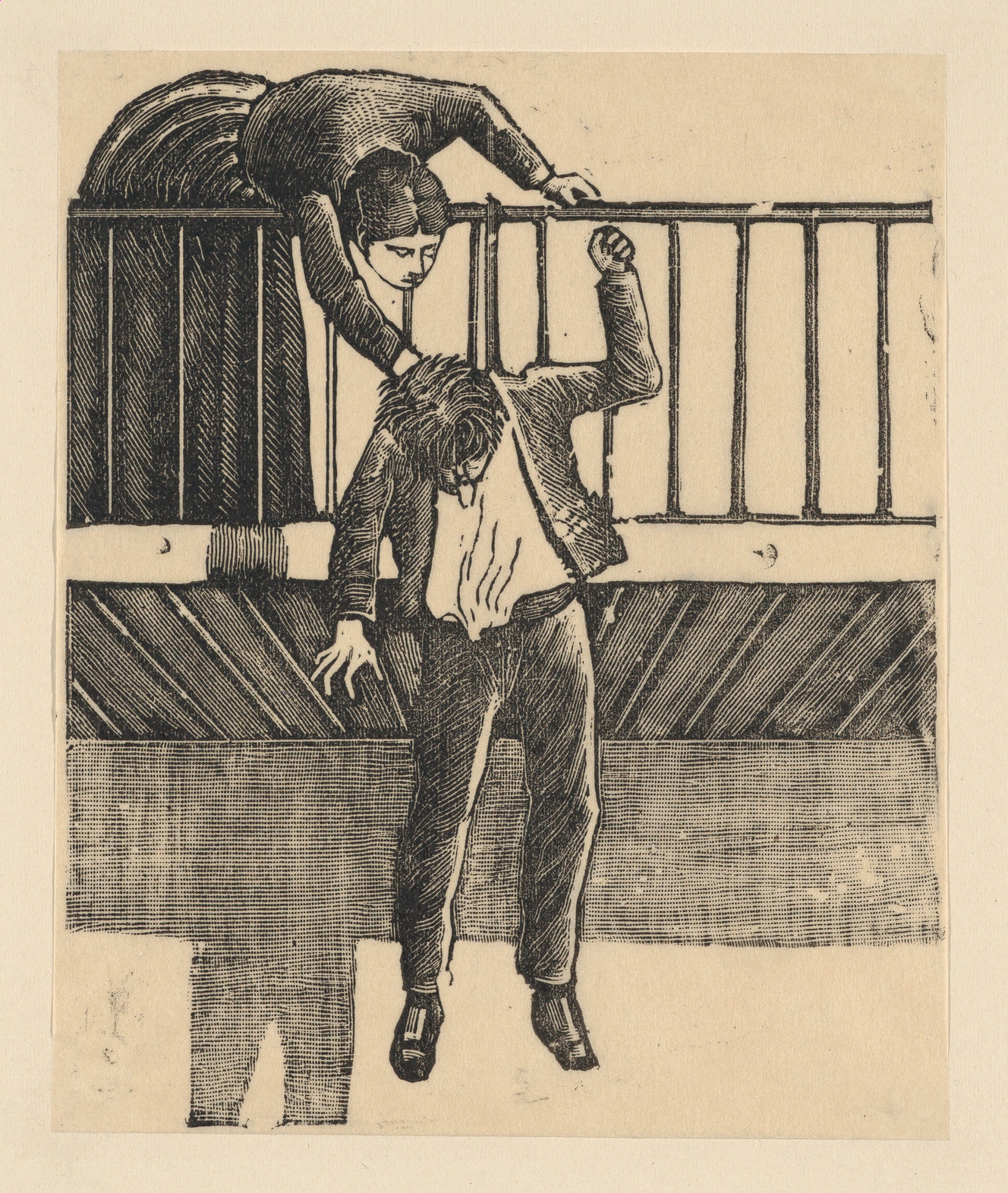
Una mujer descubre a un hombre que se ha suicidado colgándose desde un balcón. Ilustración de José Guadalupe Posada (Museo Metropolitano de Arte, Nueva York).

El suicidio (del latín: suicidium) es el acto por el que una persona se provoca la muerte de forma intencional. Por lo general es consecuencia de un sufrimiento psíquico y desesperación derivado o atribuible a circunstancias vitales como las dificultades financieras, los problemas en las relaciones interpersonales, enfermedades dolorosas, soledad, circunstancias políticas adversas o el acoso psicológico. Estas pueden llegar a dar forma a una patología psiquiátrica y ser catalogadas de trastornos mentales como la depresión, el trastorno bipolar, la esquizofrenia, el trastorno límite de la personalidad, el alcoholismo o el uso de drogas. El indicador conocido más «importante» y factor de riesgo individual es el antecedente de un intento de suicidio no consumado.
Los métodos de suicidio varían por país y están parcialmente relacionados con su disponibilidad. Los más comunes son el ahorcamiento, el envenenamiento con plaguicidas y la manipulación de armas de fuego. Esta fue la causa de muerte de 817 000 personas globalmente en 2016, un aumento en comparación con las 712 000 muertes por esta razón en 1990. Por lo anterior, el suicidio es la novena causa de muerte a nivel mundial, elevándose a la segunda entre jóvenes de 10 a 29 años. Es más común en hombres que en mujeres; los primeros tienen entre tres y cuatro veces más probabilidades de suicidarse que las últimas. Se estima que cada año hay de diez a veinte millones de intentos de suicidio, que cuando no son mortales pueden acarrear lesiones e incapacidades a largo plazo. Por su parte, los intentos no consumados son más comunes en hombres jóvenes y mujeres en general.
Para prevenir el suicidio resulta efectivo abordar las causas y circunstancias a través de psicoterapia. Algunas medidas limitantes del momento inmediato y previo al acto suicida son limitar el acceso a los métodos –como armas de fuego, drogas y venenos–, o del abuso de sustancias. Se considera que una apropiada cobertura del tema por los medios de comunicación limita los intentos. Un abordaje dirigido hacia las raíces y causas del suicidio implica, entre otras vías, trabajar con la mejora de las condiciones económicas. El abordar la complejidad de las conductas suicidas comienza por identificar los factores de riesgo y de protección. Los factores de riesgo clave abarcan desde los sistemas sanitarios y la sociedad hasta los niveles comunitario, relacional e individual. Entre ellos se encuentran las barreras de acceso a la atención de salud, las catástrofes, las guerras y los conflictos, los intentos de suicidio anteriores, etc. Estos factores suelen actuar de forma acumulativa para aumentar la vulnerabilidad a la conducta suicida. Si bien la relación entre el suicidio y los trastornos mentales está bien establecida, muchos suicidios también pueden producirse de forma impulsiva en momentos de crisis, como una pérdida económica. Algunos factores de protección son las relaciones personales sólidas, las creencias religiosas o espirituales y las estrategias de afrontamiento y prácticas de bienestar positivas. Aunque son comunes las líneas telefónicas de ayuda, no hay evidencia sobre su efectividad. En la actualidad, están en marcha varios estudios de lingüística computacional que trabajan con algoritmos para detectar patrones en el lenguaje de la persona que planea un suicidio.
La visión del suicidio está influenciada por temas como la religión, el honor y el sentido de la vida. Tradicionalmente las religiones abrahámicas lo consideran un pecado, debido a su creencia en la santidad de la vida. Durante la era de los samuráis en Japón, el harakiri era respetado como una manera de resarcir un fracaso o como una forma de protesta. El ritual hinduista denominado satí, prohibido en el Raj británico, implicaba la inmolación de la viuda en la pira funeraria del marido recién fallecido, ya fuera voluntariamente o por presión de la familia o la sociedad.
Aunque en diversos países el suicidio o su intento son considerados un delito, en la mayoría de las naciones occidentales no son punibles. Durante los siglos XX y XXI, el suicidio mediante inmolación fue utilizado en algunas ocasiones a manera de protesta, mientras que los ataques suicida, como el kamikaze, han sido empleados como una técnica militar y terrorista.

## Definiciones
El suicidio es el «acto de quitarse deliberadamente la propia vida». Mientras que el intento de suicidio —también llamado comportamiento suicida no mortal— es la autoagresión llevada a cabo con la intención de morir que, sin embargo, no resulta en la muerte del individuo. Por su parte, el suicidio asistido consiste en la ayuda que una persona brinda a otra que desea acabar con su vida, ya sea con los conocimientos o los medios para hacerlo. En contraste, en la eutanasia la persona que ayuda a otra a finalizar su vida juega un papel más activo, por ejemplo al no instaurar o al suspender el tratamiento médico. La ideación suicida implica pensamientos sobre suicidarse «con diversos grados de intensidad y elaboración» y el «homicidio seguido de suicidio» representa el suicidio de un individuo en un periodo máximo de veinticuatro horas después de asesinar a una o más personas.

## Campo suicidológico
El campo interdisciplinar que estudia los diversos aspectos relacionados con los comportamientos suicidas. Entendiendo que el comportamiento suicida tiene origen multicausal y que requieren de intervenciones interdisciplinarias e intersectoriales. Este campo interdisciplinar está orientado al desarrollo de conocimientos científicos, teóricos, metodológicos y éticos en relación con la promoción, prevención, atención y asistencia, posvención, investigación, formación, capacitación y políticas de estado para la intervención en el proceso suicida y/o en el trastorno del comportamiento suicida.

## Factores de riesgo
El suicidio consumado suele ser la consecuencia de la suma de diversos factores determinantes, precipitantes o predisponentes, de índole social, cultural y biológico.
Las causas concretas de suicidio son de difícil evaluación entre otros motivos porque sólo entre un 15 y 40% de los casos tienen una nota de suicidio.
Padecer algún trastorno mental de base (como trastorno depresivo, trastorno bipolar, esquizofrenia, trastornos del espectro autista, trastorno límite de la personalidad, trastornos de la conducta alimentaria entre otros), haber sufrido traumatismos craneoencefálicos, o ser portador de diversos factores genéticos son elementos asociados a un mayor riesgo suicida. Sobre el factor genético, en Brent y Melhem (2008) se señala que podría ser responsable de entre 38 y 55 % de los comportamientos suicidas.
Las condiciones estructurales y problemas socioeconómicos como pobreza, violencia, desempleo, migración, abuso de sustancias, sinhogarismo, discriminación, estigma social, etc., facilitan la sinergia de los distintos factores que influyen en el suicidio. De esta forma, es frecuente que coexistan trastornos mentales y abuso de sustancias (patología dual) que inclinan al suicidio. Estos trastornos y adicciones aparecen a su vez asociados a historiales de maltrato infantil o situaciones familiares económicamente difíciles. La presencia de antecedentes familiares también es un factor de riesgo.
A nivel individual los factores más importantes son los antecedentes de conductas autolesivas o de intentos suicidas.
La disponibilidad de medios incrementa el riesgo, encontrándose tasas de suicidio mayores en hogares con armas de fuego. Los veteranos de guerra tienen, en parte, un mayor riesgo de suicidarse debido a la elevada incidencia de trastornos mentales, como el trastorno por estrés postraumático, y problemas de salud física relacionados con la guerra. Los cuerpos policiales también son un colectivo afectado por unas altas tasas de suicidio.
En la actualidad según diversas investigaciones realizadas en la atención clínica de pacientes con trastorno por comportamiento suicida, se acuña el término proceso suicida. Éste consiste en una sucesión de fases que se van encadenando, teniendo diferentes tiempos de tránsito y niveles de gravedad. Dicho proceso se construye en la trama de la historia vital del sujeto, donde tres preguntas guían su pensamiento: cómo, cuándo y dónde. Las fases nombradas anteriormente, se inician en la dificultad de la resolución de problemas de la vida cotidiana y finalizan muchas veces con el suicidio consumado. Dichas fases son:
1. acumulación de problemas sin resolver
2. acumulación de conflictos
3. crisis
4. pensamientos negativos
5. ideación suicida
6. crisis por intento de suicidio
7. suicidio

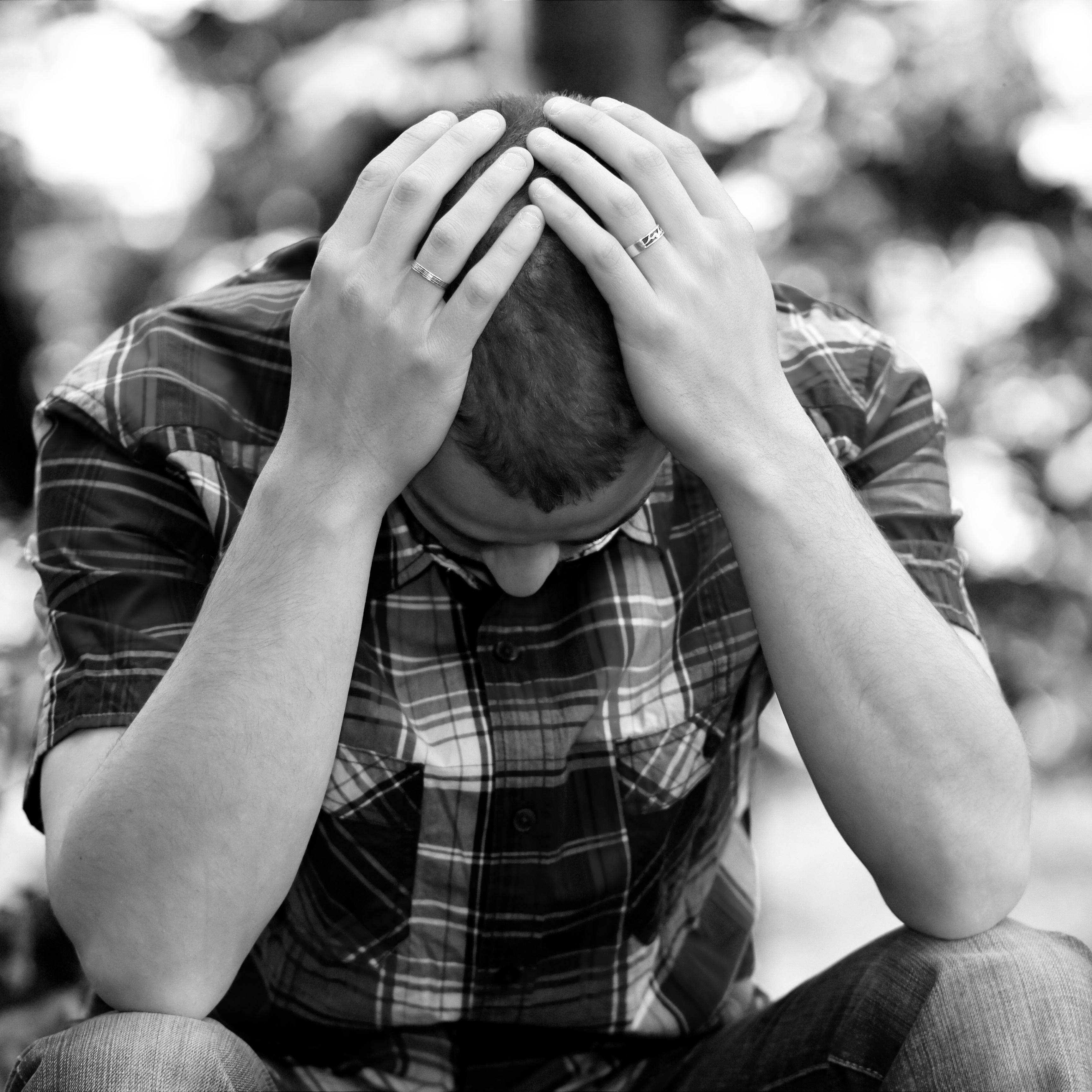
El trastorno depresivo mayor y otros trastornos del estado de ánimo, como el trastorno bipolar, pueden incrementar hasta veinte veces el riesgo de suicidio.

A partir de observar que el acto suicida no constituye en sí mismo un suceso acabado, reducido, sino que atraviesa diferentes fases, es que se puede comprender que es posible intervenir en cada una de ellas a partir de intervenciones preventivas, diagnósticas, clínicas y posventivas.
Los factores de riesgo para el suicidio se pueden dividir en dos grupos:
- Factores de riesgo modificables.- Los cuales se relacionan a factores sociales, psicológicos y psicopatológicos que pueden ser potencialmente modificables clínicamente.[48][49]
- Factores de riesgo no modificables.- Los cuales se asocian al propio sujeto o al grupo social al que pertenece, caracterizándose por su mantenimiento en el tiempo y porque su cambio es ajeno al clínico.[50]

### Enfermedades mentales
Se ha estimado que, al momento del suicidio —incluidos los intentos del mismo—, en más del 90 % de los casos existía la presencia de alguna enfermedad mental; de entre estos, en un 27 % concurrían problemas importantes con el alcohol o las drogas. En aquellos pacientes ingresados en unidades psiquiátricas el riesgo vitalicio de concretar el suicidio es de aproximadamente 8.6 %. De acuerdo con Chehil y Kutcher (2012), la mitad de las personas fallecidas por esta razón podrían haber padecido de trastorno depresivo mayor. Este y otros trastornos del estado de ánimo, como el trastorno bipolar, pueden incrementar hasta veinte veces el riesgo de suicidio. La esquizofrenia, los trastornos de la personalidad y el trastorno por estrés postraumático son algunas condiciones también relacionadas. Cerca del 5 % de los individuos con esquizofrenia mueren por suicidio. Por su parte, los trastornos de la conducta alimentaria también son un factor de riesgo.
Sin embargo, Bostwick y colaboradores (2016) señalan que los intentos previos son considerados el indicador más «robusto» de un suicidio ulterior. Alrededor de un 20 % de los suicidas intentaron matarse previamente; de ellos, el 1 % concretó el suicidio al cabo de un año y el 5 % luego de diez. Por otra parte, es común que las prácticas autolesivas carezcan de motivos suicidas y, en su mayoría, no representan un riesgo de suicidio. No obstante, sí se suicidan algunos de los que las realizan. Asimismo, aproximadamente el 80 % de los suicidas acudió con un médico en el año anterior a su muerte; 45 % lo hizo en el mes previo. Un estudio de Ahmedani y colaboradores (2014) encontró que, de un total de 5894 muertos por suicidio, el 83 % recibió alguna atención médica en el año anterior y aproximadamente el 45 % fue diagnosticado con alguna enfermedad mental.

### Abuso de sustancias adictivas

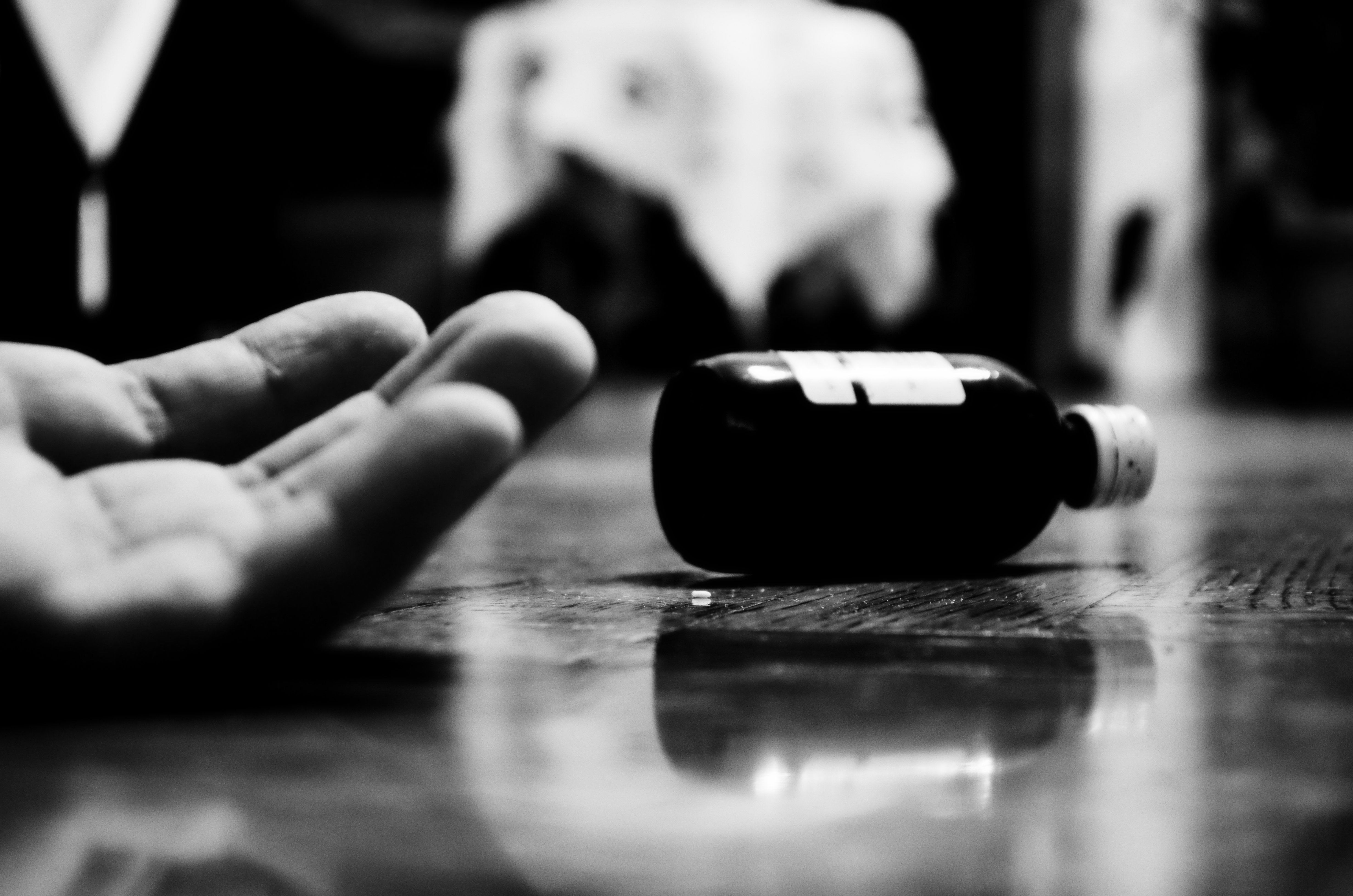
Después de las enfermedades mentales, el abuso de sustancias es el factor de riesgo más común.

El abuso de sustancias adictivas es el segundo factor de riesgo más común. Están asociados tanto el abuso crónico, como la intoxicación aguda. El riesgo incrementa cuando se combina con problemas personales, como el duelo. Por otro lado, el abuso de sustancias está asociado con algunos trastornos mentales.
La mayoría de las personas se encuentran bajo la influencia de drogas sedantes (como el alcohol o las benzodiazepinas) al momento de suicidarse; el alcoholismo está presente en entre el 15 y el 61 % de los casos. Generalmente, los países con mayores tasas de uso de alcohol y mayor densidad de bares tienen tasas de suicidio más altas. Entre el 2.2 y el 3.4 % de las personas tratadas por alcoholismo fallecen por suicidio. Comúnmente, los alcohólicos que intentan suicidarse son hombres, mayores y han intentado suicidarse previamente. Son suicidios entre el 3 y el 35 % de las muertes por consumo de heroína. En adolescentes con abuso de alcohol, las disfunciones neurológicas y psicológicas pueden contribuir a incrementar el riesgo.
El abuso de cocaína y metanfetaminas tienen una alta correlación con el suicidio. En las personas que usan cocaína el riesgo es mayor durante la fase de abstinencia. En aquellos que emplean inhalantes también hay un significativo riesgo; 20 % de las personas intenta suicidarse en algún momento y más del 65 % lo ha considerado. Asimismo, el consumo de tabaco también implica cierto riesgo de suicidio. No obstante, hay poca evidencia de por qué sucede esto; se ha conjeturado que aquellos con predisposición a fumar también tienen predisposición al suicidio, que el fumar causa problemas de salud que, subsecuentemente, llevan a las personas a poner fin a su vida y que fumar afecta la química del cerebro, causando tendencia al suicidio.

### Ludopatía
Comparados con la población general, los ludópatas tienen una mayor ideación suicida y una mayor cantidad de intentos de suicidio. Entre el 12 y el 24 % de los apostadores patológicos han intentado acabar con su vida. En las esposas de los ludópatas, la tasa de suicidio es tres veces mayor en comparación con la población general. Otros factores que incrementan el riesgo en ludópatas son las enfermedades mentales y el abuso de sustancias.

### Condiciones médicas
Existe una asociación entre las tendencias suicidas y problemas de salud como el dolor crónico, el traumatismo craneoencefálico, el cáncer, la insuficiencia renal (con necesidad de hemodiálisis), el sida y el lupus eritematoso sistémico. El diagnóstico de cáncer duplica el subsecuente riesgo de suicidio. En Japón, los problemas de salud son registrados como la principal razón de suicidio.
En recientes investigaciones se han establecido estrechas relaciones entre la neuroinflamación y diversos factores de inflamación sistémica leve asociadas a enfermedades metabólicas como factores moduladores de la conducta suicida.
Por otra parte, trastornos del sueño como el insomnio o la apnea del sueño son también factores de riesgo para depresión y suicidio. En algunos casos, los trastornos del sueño pueden ser un factor de riesgo independiente para la depresión. Otras condiciones médicas pueden presentarse con síntomas similares a los trastornos del estado de ánimo, incluyendo el hipertiroidismo, el Alzheimer, los tumores cerebrales, el lupus eritematoso sistémico y efectos adversos de ciertos fármacos (como beta bloqueadores y esteroides).

### Factores psicosociales

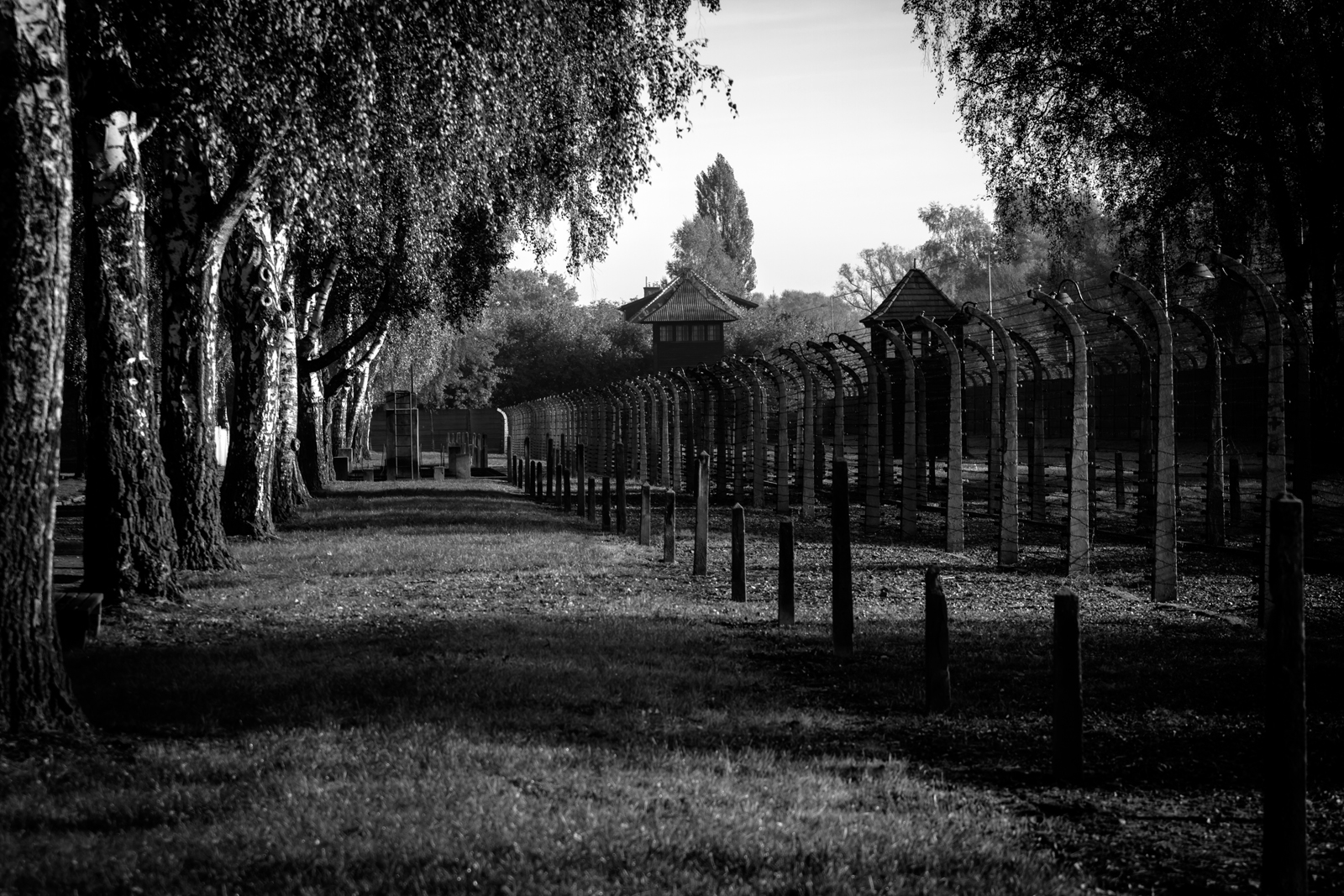
En situaciones extenuantes, el suicidio puede ser empleado como un método de escape. Tal fue el caso de algunos presos de los campos de concentración nazis, que se suicidaron al tocar las vallas electrificadas.

Ciertos estados psicológicos pueden incrementar el riesgo de suicidio, como las ideas de minusvalía y desesperanza, anhedonia, depresión y ansiedad. También influye una pobre capacidad de resolver problemas, pérdida de capacidades que antiguamente se tenían y poco control de los impulsos. En adultos mayores, es importante la percepción de ser una carga para otras personas. El suicidio producto de una «pobre integración a la sociedad» se denomina «suicidio egoísta».
Rasgos de personalidad de tipo impulsiva se encuentran ampliamente asociados al suicidio, la hiperreactividad al estrés que generan situaciones emocionales negativas o adversas en la vida de las personas, como por ejemplo: el duelo o la pérdida de un familiar o amigo, de un trabajo o el aislamiento social (como el vivir solo), incrementan el riesgo de suicidio. Asimismo, las personas que nunca se han casado tienen un riesgo mayor. Al contrario, el ser religioso puede reducirlo. Lo anterior se ha atribuido a las percepciones negativas de muchas religiones sobre el suicidio y a la interrelación que la religión puede proveer.
Algunas personas optan por el suicidio para escapar de situaciones como el acoso escolar o el prejuicio. Un historial de abuso sexual infantil y de acogidas temporales son también factores de riesgo. Se cree que el abuso sexual contribuye con alrededor del 20 % del riesgo total. Desde un punto de vista evolutivo, una explicación del suicidio es que este ayuda a la eficacia biológica inclusiva, lo que ocurre si el suicida es una persona que no puede tener más hijos, por lo que, al suicidarse, evita robar recursos necesarios a sus parientes. Una objeción a esta teoría es que las muertes de adolescentes sanos no ayudan a la eficacia biológica inclusiva.
La pobreza también está relacionada. El incremento de la pobreza relativa, en comparación con las personas que rodean al individuo, incrementa el riesgo. Cerca de 200 000 granjeros en la India se han suicidado desde 1997 debido, en parte, a problemas financieros. En China, el suicidio es tres veces mayor en las regiones rurales. Se cree es debido, parcialmente, a las dificultades económicas en estas áreas del país. La reducción de la pobreza parece confirmar la importancia de este factor y su relación con el número de suicidios. Una subida en Estados Unidos del salario mínimo en 1 dólar podría haber evitado 27 000 suicidios, que podrían ser 57 000 si el aumento fuera de 2 dólares según un informe publicado en Journal of Epidemiology & Community Health.
Algunos estudios correlacionan las crisis económicas con el aumento de muertes por suicidio. Un estudio encontró que cada punto de aumento en el desempleo está asociado con un aumento del 0.79 % en las tasas de suicidio en personas menores a 65 años de edad. De acuerdo a la Organización Mundial de la Salud, los problemas mentales, la ingesta excesiva de alcohol y el suicidio se incrementan durante las recesiones económicas. El suicidio es más común en zonas de alta carencia socioeconómica, fragmentación social y desempleo, por lo que la protección social es fundamental para paliar la aparición de problemas mentales durante las crisis económicas. Según datos de países europeos, el desempleo no incrementa las tasas de suicidio si el gasto anual en programas de bienestar social es mayor a 190 dólares por persona. Sin embargo, hay también estudios que sostienen que el riesgo de suicidio entre la gente desempleada es entre dos y tres veces mayor.
Otro factor psicosocial que aumenta el riesgo de suicidio es la soledad, un problema muy extendido en las sociedades modernas. Esta circunstancia se da con frecuencia en personas mayores así como en personas separadas o divorciadas. Estas últimas presentan de hecho un riesgo de suicidio mayor que las que están casadas, particularmente en el caso de los hombres. Entre estos, el porcentaje de suicidios multiplica por 2,4 el de los hombres casados, y tienen hasta ocho veces más probabilidades de quitarse la vida que las mujeres divorciadas. No se ha encontrado sin embargo una diferencia estadísticas entre las mujeres casadas y las divorciadas. Por otro lado, estar soltero o viudo no parece tener un efecto significativo en el riesgo de suicidio.
Pero no solo estos son los únicos factores. El empleo puede llevar a las personas a acabar con su vida. Según un estudio revela que las profesiones con mayor riesgo de suicidio en España son Agentes de Policía y Médico. De hecho solo en 2021, 34 agentes se quitaron la vida, de los cuales 17 pertenecían a Policía Nacional y 17 a Guardia Civil. Además, cabe destacar, que durante la pandemia por coronavirus la tasa de suicidio por empleo subió un 3,3 %.

### Medios de comunicación
Los medios de comunicación, como Internet, son importantes factores de riesgo. La forma en que se describe el suicidio, con una prominente y repetitiva cobertura de alto volumen que lo glorifica e idealiza, tiene un efecto negativo. Cuando se realizan descripciones detalladas de un método de suicidio, el uso de este método puede incrementar en la población.
Lo anterior desencadena el denominado efecto Werther, que toma su nombre del protagonista de la novela Las penas del joven Werther de Johann Wolfgang von Goethe, cuyo suicidio fue emulado por varios admiradores del libro. El riesgo es mayor en adolescentes, que pueden tender a idealizar la muerte.
El efecto contrario, el propuesto efecto Papageno, en el que la cobertura de estrategias de afrontamiento efectivas pueden tener efectos preventivos, se basa en el nombre del personaje de La flauta mágica de Wolfgang Amadeus Mozart, que, temiendo la pérdida de una persona querida, planea suicidarse hasta que es auxiliado por sus amigos. Cuando los medios de comunicación siguen las directrices recomendadas, el riesgo de suicidio puede disminuir. Sin embargo, obtener apoyo de la industria puede ser difícil, especialmente a largo plazo.
Desde Argentina, en el 2017 el Ministerio de Desarrollo y la dirección Nacional de Salud Mental, tomaron la iniciativa de la realización de una guía que aborda la Prevención del suicidio desde los Medios de Comunicación

### Redes sociales
En algunos casos, los usuarios de las plataformas de redes sociales pueden experimentar presión social para suicidarse, idealizar a quienes lo hayan hecho y acordar pactos suicidas. Por ejemplo, en 2008, un foro japonés se compartió información sobre la posibilidad de suicidarse con ácido sulfhídrico. Poco después, 220 personas intentaron suicidarse de esa forma, de ellos, en 2008 fue un intento exitoso. Por su parte, Biddle et al. (2008), llevaron a cabo la búsqueda sistemática de doce términos relacionados con el suicidio, como «suicidio», «métodos de suicidio», «¿cómo suicidarse?» y «los mejores métodos de suicidio», para analizar los resultados. Encontraron que, dentro de los primeros resultados obtenidos, aparecían sitios pro suicidio y salas de chat en donde se discutían temas generales relacionados con el suicidio.
En 2013 aparece en Rusia el juego de la Ballena azul que consiste en 50 retos, siendo este último el suicidio. Para el año 2016 se reportan 130 muertes por parte de jóvenes relacionado al juego en Rusia y se expande a países hispanoamericanos como Brasil, México y Colombia.

### Racionalización
El suicidio racional es el suicidio «fríamente decidido por una persona que recibe los adecuados cuidados paliativos y apoyo moral para su enfermedad». El acto de, deliberadamente, provocarse la muerte en beneficio de otras personas es denominado «suicidio altruista». Un ejemplo es el suicidio de una persona mayor para dejar una mayor cantidad de alimentos a las personas más jóvenes de la comunidad. En algunas culturas esquimales, el suicidio es visto como un acto de respeto, coraje o sensatez.
Por otra parte, el ataque suicida es una acción política en la que uno o varios atacantes llevan a cabo un ataque violento contra otros individuos en el entendimiento de que el resultado será su propia muerte. Algunos son motivados por el deseo de convertirse en mártires. Asimismo, las misiones kamikaze son llevadas a cabo como un deber a una causa superior o una obligación moral. El homicidio-suicidio es el acto en el que un homicidio es sucedido en menos de una semana por el suicidio del homicida.
Comúnmente, el suicidio colectivo se realiza bajo presión social en comunidades donde los miembros ceden su autonomía a un líder. Por su parte, cuando dos personas acuerdan quitarse la vida al mismo tiempo se denomina «pacto suicida». En situaciones extenuantes, donde continuar con la vida se vuelve intolerable, algunas personas optan por el suicidio como un método de escape. Algunos presos de los campos de concentración nazis se suicidaron al tocar las vallas electrificadas.

## Métodos

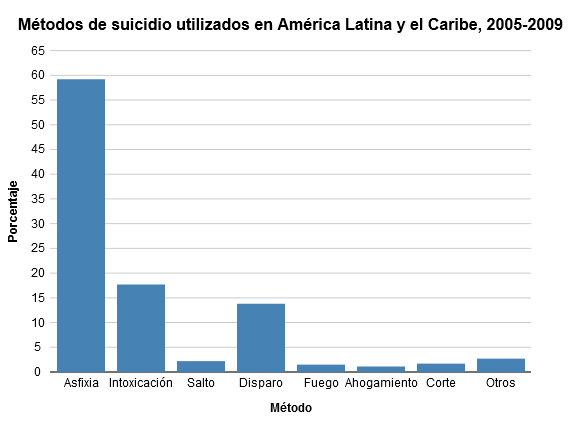
Métodos de suicidio utilizados en Latinoamérica y el Caribe entre 2005 y 2009, según la Organización Panamericana de la Salud.

Los métodos de suicidio más comunes varían por país. No obstante, entre los más utilizados están el ahorcamiento, el envenenamiento por pesticidas y el disparo con arma de fuego. Se cree que las diferencias en los métodos se deben, en parte, a su disponibilidad. En una revisión de 56 países se encontró que el ahorcamiento era el método más utilizado en la mayoría, sumando el 53 % de suicidios en hombres y 39 % en mujeres.
A nivel mundial, 30 % de los suicidios son realizados por medio de pesticidas. Sin embargo, el uso de este método varía marcadamente del 4 % en Europa a más del 50 % en el Pacífico. También es comúnmente utilizado en Latinoamérica, debido al fácil acceso a los pesticidas en las poblaciones agrícolas. La sobredosis de medicamentos es motivo de aproximadamente dos tercios de los suicidios en mujeres y un tercio en hombres. Muchos no son planeados y ocurren durante periodos de ambivalencia.
Igualmente, la tasa de mortalidad varía según el método: arma de fuego 80-90 %, ahogamiento 65-80 %, ahorcamiento 60-85 %, tubo de escape 40-60 %, salto 35-60 %, quema de carbón 40-50 %, pesticidas 6-75 % y sobredosis de medicamentos 1.5-4 %. Los métodos más empleados para el intento de suicidio y para el suicidio exitoso también son diferentes; cerca del 85 % de los intentos de suicidio en el mundo desarrollado se realizan por sobredosis.
En China, el método más común es el envenenamiento por pesticidas. En Japón, aunque todavía se practica el harakiri, el método más común es el ahorcamiento, al igual que en Suiza. El salto desde alguna altura es común en Hong Kong y Singapur, involucrado en el 50 y 80 % de los suicidios, respectivamente. En Estados Unidos, el 57 % de los suicidios involucra un arma de fuego, método un poco más común en hombres que en mujeres, seguido del ahorcamiento en hombres y el envenenamiento en mujeres.
Otro método de suicidio es practicar cortes en los antebrazos. A veces se efectúan con el objetivo de autolesionarse, aunque si la hemorragia es intensa, puede generar la muerte. En el caso de un intento de suicidio no mortal, la persona puede lesionarse los tendones o en los nervios ulnar y mediano que inervan los músculos de la mano, lo cual puede resultar en una reducción temporal o permanente de la capacidad sensorial y motora de la persona, o en un dolor crónico al verse afectadas las fibras nerviosas nociceptivas. En los intentos de suicidio por ahogamiento, la muerte suele ocurrir debido a hipoxia cerebral ocasionada por obstrucción de la arteria carótida común, rotura de cuello, o bloqueo de las vías aéreas. A medida que el nivel de dióxido de carbono en la sangre de la persona se eleva, el sistema nervioso central envía a los músculos respiratorios una señal involuntaria para que se contraigan, y la persona respira agua. La muerte generalmente ocurre cuando el nivel de oxígeno se vuelve demasiado bajo para sustentar las células cerebrales. El suicidio por electrocución implica el uso de una descarga eléctrica que causa arritmias del corazón afectando dramáticamente el flujo sanguíneo.

## Fisiopatología
No existe una fisiopatología unificadora de la depresión o el suicidio. Sin embargo, se cree son resultado de la interacción de factores socioambientales, psiquiátricos y de comportamiento. Los niveles bajos del factor neurotrófico derivado del cerebro (FNDC o BDNF en inglés) están directamente asociados con el suicidio e indirectamente asociados con el trastorno depresivo mayor, el trastorno de estrés postraumático, la esquizofrenia y el trastorno obsesivo compulsivo. En diversas autopsias han encontrado niveles bajos del FNDC en el hipocampo y en la corteza prefrontal en personas con condiciones psiquiátricas y sin ellas. Se cree que en los suicidas los niveles de serotonina se encuentran bajos, lo que se basa, parcialmente, en el hallazgo en autopsias de niveles incrementados de receptores 5-HT2A. Asimismo, otras pruebas han encontrado niveles reducidos de ácido 5-hidroxindolacético en el líquido cefalorraquídeo. No obstante, evidencias directas son difíciles de reunir. También se cree que la epigenética participa en la determinación del riesgo de suicidio.
En la actualidad existen diversos modelos teóricos que explican la presencia de la actuación suicida.
- Modelo integrativo «Motivacional-volitivo de la conducta suicida».[139]
- Modelos de pronóstico para el suicidio.[140]
- Modelo «Estresor - Diátesis».[141]
- Modelo de inflamación celular en el suicidio.[142]

## Prevención
La prevención del suicidio abarca los esfuerzos colectivos encaminados a reducir la incidencia del suicidio por medio de medidas preventivas. Una forma de reducir el riesgo es limitar el acceso a ciertos métodos, como las armas de fuego y venenos. Otras medidas incluyen: reducir el acceso a carbón vegetal y barreras en puentes y plataformas del metro. También puede ser efectivo el tratamiento de adicciones, como al alcohol o a las drogas, enfermedades, como la depresión, y de personas con intentos de suicidio previos. Se ha propuesto reducir el acceso a alcohol como una estrategia preventiva (así como reducir el número de bares). A pesar de que las líneas de crisis son comunes, existe poca evidencia que apoye o refute su efectividad. En adultos jóvenes con pensamientos suicidas, la terapia cognitivo-conductual puede ayudar a mejorar los resultados. El desarrollo económico por medio de su habilidad de reducir la pobreza puede ser capaz de reducir las tasas de suicidio. También pueden ser efectivas las medidas que incrementen la conexión social, especialmente en hombres adultos mayores. El Día Mundial para la Prevención del Suicidio se celebra cada 10 de septiembre con el apoyo de la Asociación Internacional para la Prevención del Suicidio y la Organización Mundial de la Salud.
Las líneas de crisis suicida existen en muchos países. Estas líneas pueden acomodar al público general o especializarse con demográficas específicas. Estudios de los Estados Unidos y Australia sugieren que las líneas de crisis suicida pueden aliviar las ideaciones suicidas o autodestructivas.
Una de las primeras líneas de crisis suicida fue dirigido por Samaritans ("Samaritanos" en inglés), una asociación caritativa fundada en el Reino Unido en 1953 por Chad Varah. Decidió establecer un "servicio de escucha" después de leer un sermón en la tumba de una niña de 14 años que había muerto por suicidio. Antes de su muerte, a ella la faltaba apoyo emocional durante un tiempo de aflicción grave.

### Trastornos mentales

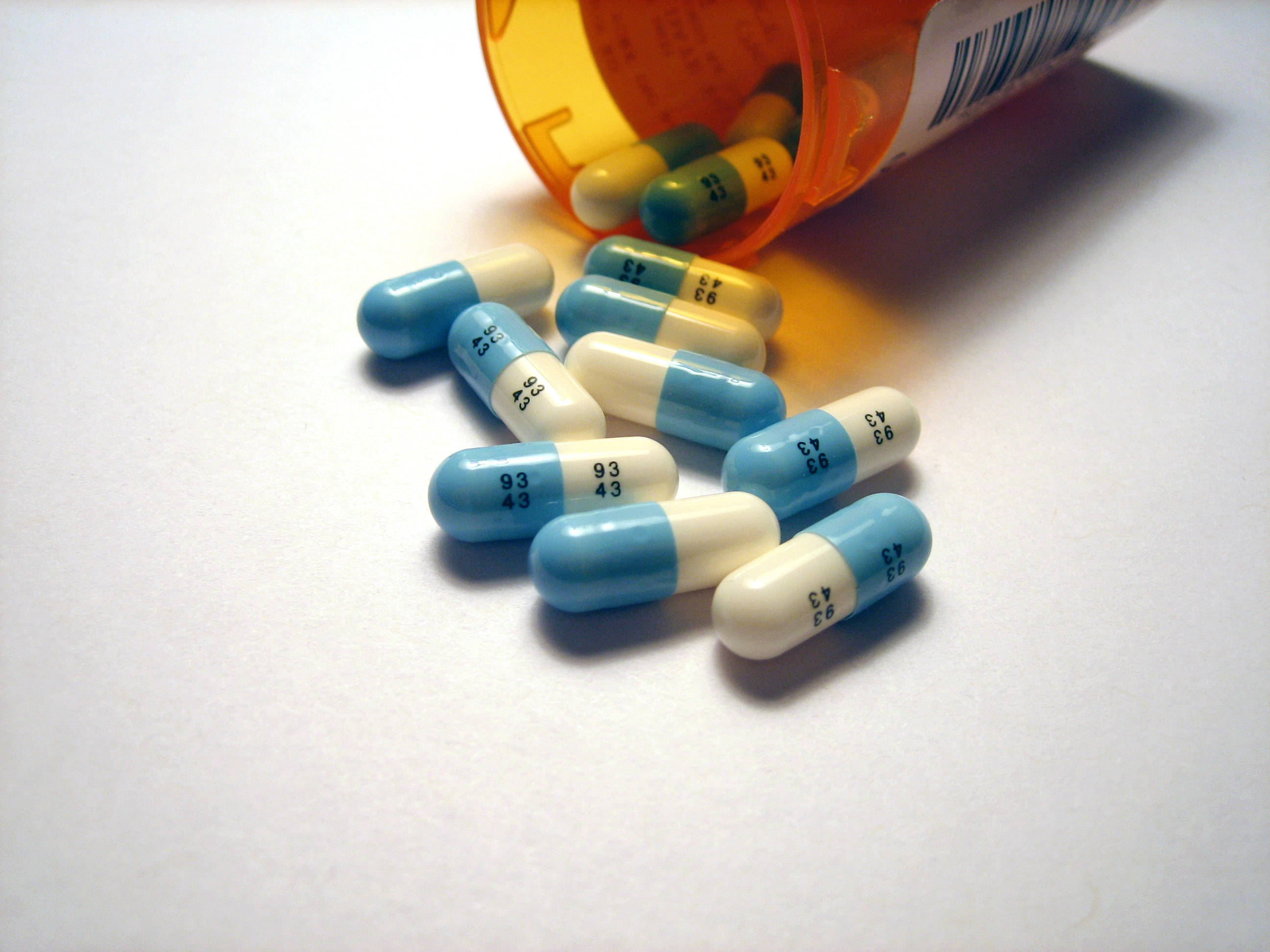
El tratamiento con antidepresivos, como la fluoxetina, puede ser efectivo para reducir el riesgo de suicidio en pacientes con enfermedades mentales.

Diversos tratamientos pueden reducir el riesgo en personas con problemas mentales. Los pacientes con un mayor riesgo de suicidio pueden ser ingresados, voluntaria o involuntariamente, en una unidad psiquiátrica. Comúnmente les son removidas las pertenencias que puedan utilizar para autolesionarse. Algunos médicos hacen que los pacientes firmen un «contrato de no suicidio», por medio del que se comprometen a no autolesionarse si son dados de alta. No obstante, no hay evidencias que demuestren un efecto significativo de esta práctica. Si la persona no está en alto riesgo, se pueden llevar a cabo tratamientos psiquiátricos para pacientes externos. Asimismo, no se ha confirmado que las hospitalizaciones a corto plazo sean más efectivas que la ayuda comunitaria en personas con trastorno límite de la personalidad (TLP), que son suicidas crónicos.
Hay evidencia tentativa que señala que la psicoterapia, específicamente la terapia dialéctica conductual, reduce la tendencia suicida en adolescentes y en personas con TLP. También puede ser útil en reducir los intentos de suicidio en adultos en alto riesgo. Sin embargo, no se ha encontrado evidencia que demuestre una disminución en suicidios completados. Hay controversia en torno a las ventajas en comparación con los daños de los antidepresivos. En jóvenes, los antidepresivos como los ISRS parecen aumentar el riesgo de suicidio de 25 sobre 1000 a 40 sobre 1000. En contraste, en adultos pueden reducir el riesgo. El litio puede ser efectivo para reducir el riesgo en personas con trastorno bipolar y depresión clínica a niveles similares a los de la población general. Además, la clozapina puede reducir los pensamientos suicidas en algunos pacientes con esquizofrenia.

### Legislación
Diferentes países han creado mecanismos legales para mejorar las condiciones a la hora de enfrentar los factores de riesgo de suicidio, así como implementar programas de prevención liderados por instituciones como la Organización Mundial de la Salud o la Organización Panamericana de la Salud.

#### Argentina
En Argentina desde la Presidencia de la Nación, el Ministerio de Salud y el Ministerio de Desarrollo Social, han generado un instrumento de Prevención del suicidio en los Medios de Comunicación..El impulsor de la Ley fue en ese entonces el diputado nacional por la Provincia de Jujuy, Dr. Mario Fiad.
La Ley Nacional de Prevención del Suicidio, lleva el número 27.130 y fue publicada en el boletín Oficial el 8 de abril del 2015, pasando por ambas cámaras de legisladores aprobada por unanimidad..
Desde la promulgación de la Ley Nacional de Prevención del Suicidio, el Programa de Prevención, Atención y Posvención del Suicidio - ENTRENADORES DE VIDA, se centra en difundir la Ley en las Provincias y Municipios que integran la República, este trabajo va logrando adhesiones y proyectos con la intención de sumar cada jurisdicción a la Ley Nacional.

### Lugares de ayuda
Muchos centros sanitarios, públicos o privados, disponen de unidades de atención psicológica o psiquiátrica preparadas para dar apoyo y tratamiento a las personas con ideas suicidas u otros trastornos psicoemocionales. Para una atención de urgencia, existen también en diversos países líneas de teléfono, ya sean de titularidad pública o sostenidos por organizaciones no gubernamentales, dirigidas a ayudar a la gente en situación de crisis o con pensamientos suicidas. En España hay entre otros el conocido como Teléfono de la Esperanza, y más recientemente bajo titularidad pública, el teléfono 024.
En Argentina se encuentra el Programa de Prevención, Atención y Posvención del Suicidio (enlace roto disponible en Internet Archive; véase el historial, la primera versión y la última)., equipo interdisciplinario que realiza acciones de prevención, asistencia, posvención, formación e investigación .

## Epidemiología

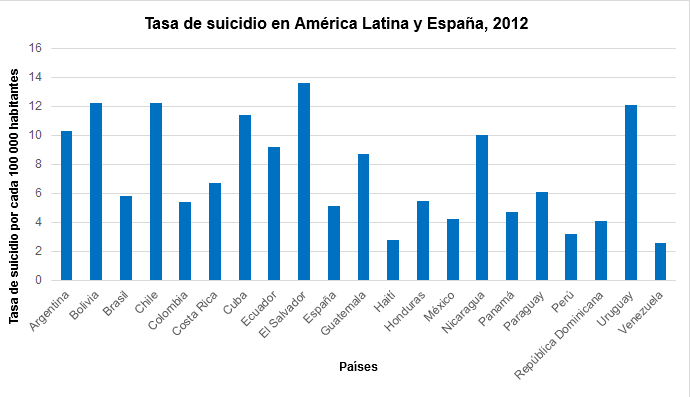
Tasa de suicidio total (hombres y mujeres) estandarizada por edad (por cada 100 000 habitantes) de América Latina y España en 2012, según datos de la Organización Mundial de la Salud.

Aproximadamente entre 0.5 y 1.4 % de las personas fallecen por suicidio, una tasa de mortalidad de 11.6 por cada 100 000 personas cada año. En 2013, el suicidio fue la causa de muerte de 842 000 personas, en comparación con las 712 000 que fallecieron por esta razón en 1990. Principalmente en el mundo desarrollado, las tasas de suicidio se han incrementado un 60 % entre la década de 1960 y el 2012. A nivel mundial, entre 2008 y 2009, el suicidio fue la décima causa de muerte más importante. Por cada suicidio completado hay entre 10 y 40 intentos.
Las tasas por cada 100 000 habitantes en 2012 fueron: Australia 10.6, Canadá 9.8, China 7.8, India 21.1, Reino Unido 6.2, Estados Unidos 12.1 y Corea del Sur 28.9. En 2009, fue la décima causa de muerte en los Estados Unidos, con aproximadamente 36 000 casos anuales y con 650 000 ingresos a hospitales por intento de suicidio. Por su parte, Guyana, Corea del Sur, Sri Lanka y Lituania tienen las tasas más altas del mundo. Los países con los números absolutos más altos son China e India, con aproximadamente la mitad del toda. En China, el suicidio es la quinta causa de muerte. En Latinoamérica, las mayores tasas son las de El Salvador (13.6), Bolivia y Chile (12.2), Uruguay (12.1), Cuba (11.4) y Argentina (10.3).

### Género
| Sin datos <2.5 2.5-5 5-7.5 7.5-10 10-12.5 12.5-15 | 15-17.5 17.5-20 20-22.5 22.5-25 25-27.5 >27.5 |

| Sin datos <4 4-8 8-12 12-16 16-20 20-24 | 24-28 28-32 32-36 36-40 40-44 >44 |

Tasa de mortalidad por suicidio por país (por cada 100 000 habitantes) en 2012.
Sin datos
<2.5
2.5-5
5-7.5
7.5-10
10-12.5
12.5-15
15-17.5
17.5-20
20-22.5
22.5-25
25-27.5
>27.5

En el mundo occidental, los hombres fallecen por suicidio cuatro veces más que las mujeres, aunque las mujeres lo intentan cuatro veces más que los hombres. Lo anterior puede ser atribuido a que los hombres utilizan métodos más letales. Esta diferencia es incluso más pronunciada en personas de 65 años o más, donde un décuplo de hombres se suicida por cada mujer. En los países asiáticos, la relación de suicidio entre hombres y mujeres es de 2:1, o llega incluso a igualarse. Caso especial es el de China, que tiene uno de los índices de suicidio femenino más altos del mundo y es el único donde este es mayor al de los hombres.
En el Mediterráneo oriental, las tasas de suicidio son casi equivalentes entre ambos géneros. La mayor tasa de suicidio femenino es la de Corea del Sur (22 por cada 100 000 habitantes). En parte debido a la estigmatización y la depresión resultante, las personas que se identifican con un género distinto del que le asignaron al nacer se encuentran en alto riesgo de suicidio.

### Edad
En muchos países, las tasas de suicidio son mayores en la mediana y tercera edades. No obstante, el número absoluto de suicidios más alto se encuentra entre los 15 y 29 años, dada la cantidad de personas pertenecientes a este grupo de edad. En los Estados Unidos, la tasa es mayor en los hombres caucásicos mayores de 80 años, aunque las personas más jóvenes lo intentan más frecuentemente. Es la segunda causa de muerte más común en adolescentes. En hombres jóvenes en el mundo desarrollado, el suicidio es causa de aproximadamente 30 % de las muertes. Las tasas en los países desarrollados son similares, pero constituye una pequeña proporción del total de muertes debido a que otros tipos de traumatismos tienen mayores tasas de mortalidad. En contraste con otras áreas del mundo, en el Sudeste asiático son más comunes las muertes por suicidio en mujeres jóvenes que en mayores.

## Historia
En la mayoría de las ciudades-estado de la antigua Grecia el suicidio estaba penalizado. En la antigua Atenas, las personas que se suicidaban sin la aprobación del Estado no podían recibir los honores de un entierro normal. El suicida era enterrado sin asistencia en los alrededores de la ciudad, sin lápida sepulcral o algún marcador. Sin embargo, el suicidio era considerado una forma de mantener el honor o evitar la humillación.
En la antigua Roma, fue permitido y considerado durante siglos como una salida honorable a situaciones vergonzosas o infortunadas, Sin embargo, su práctica estaba prohibida para los esclavos, ya que siendo éstos propiedad de otra persona perjudicaba el interés del amo y estaba considerado legalmente como un crimen contra el Estado debido a sus costos económicos. Igualmente, los soldados eran considerados traidores o desertores, y se les confiscaban sus bienes, si acababan con su vida antes de terminar la misión encomendada. Esta última legislación ha perdurado a lo largo del tiempo en la parte oriental del imperio.
En la Europa cristiana pasó a ser estimado como un pecado y fue condenado en el Concilio de Arlés de 452 como una obra de Satanás, además los suicidas eran excomulgados.
En Francia en el año 1670 se promulgó una ordenanza criminal en relación con el suicidio (la cual duró hasta el año 1791) en la que se decía que: "el cadáver del suicida debía ser arrastrado por las calles, cabeza abajo y, luego, arrojado o colgado de una pila de basura". Asimismo, las pertenencias del fallecido eran confiscadas.
En el compendio interpretativo del derecho consuetudinario anglosajón Comentarios sobre las leyes de Inglaterra (1765-1769) de William Blackstone se explica que el suicidio era un crimen equivalente al asesinato, considerado uno de los delitos más graves. Constituía un tipo de crimen particular denominado Felo de se, y no fue descriminalizado hasta que se aprobó la ley sobre el suicidio de 1961.
Durante el Renacimiento, la actitud contra el suicidio comenzó a cambiar. Biathanatos de John Donne contenía las primeras defensas modernas del suicidio. En su obra, Donne sugiere que el suicidio «no es contrario a las leyes de la naturaleza, la razón o Dios». Además señala la falta de condena al suicidio de figuras bíblicas e incluso presenta algunas circunstancias en las que «la razón recomienda el suicidio».
La secularización de la sociedad comenzó durante la Ilustración, que cuestionó las actitudes religiosas tradicionales contra el suicidio y se presentó una perspectiva más moderna del asunto. David Hume negó que el suicidio fuera un crimen ya que no afecta a ninguna persona y era, potencialmente, para beneficio del individuo. En sus Ensayos sobre el Suicidio y la Inmortalidad del Alma de 1777, Hume asegura que «Un hombre que se retira de la vida no hace daño alguno a la sociedad; lo único que hace es dejar de producirle bien. Y si esto es una ofensa, es, ciertamente, de la más modesta especie».
Para el siglo XIX, en Europa el suicidio pasó de considerarse causado por un pecado a ser causado por la locura y también pasó de un delito a un tema de estudio médico. Por otra parte, se convirtió en el objetivo de comentarios satíricos, como el de El Mikado, musical de Gilbert y Sullivan, que ironizaba sobre la idea de ejecutar a alguien que se había suicidado. En 1879, la ley inglesa comenzó a distinguir entre suicidio y homicidio, aunque el suicidio resultaba en pérdida de los derechos hereditarios. En 1882, Inglaterra permitió al suicida recibir un entierro durante las horas de luz. Y para mediados del siglo XX, se descriminalizó el suicidio en la mayor parte de los países occidentales.
Desde las Américas se aporto un nuevo aspecto en el campo suicidológico, las primeras legislaciones específicas que refieren al suicidio y que plantean acciones de políticas públicas y ampliación de derechos para las personas que atraviesan esta problemática y sus familias, esta es la Ley Nacional de Prevención del Suicidio 27130

## Sociedad y cultura

### Legislación

Legalidad del suicidio asistido a nivel mundial:
Suicidio médicamente asistido legal
Legalizado por sentencia judicial, pero no legislado o regulado
Ilegal

En la gran mayoría de los países occidentales, el suicidio no es un crimen. Sin embargo, en algunos países musulmanes, todavía es considerado como tal. Aunque en Australia el suicidio no es un delito, es castigado el incitar, aconsejar o auxiliar el suicidio de otra persona. Además, explícitamente se permite el uso de «tanta fuerza como sea necesaria» para evitar que se complete el suicidio. Entre 1996 y 1997, en el Territorio del Norte fue legal el suicidio asistido por médicos.
En la actualidad, ningún país europeo castiga el suicidio o su intento. En Inglaterra y Gales se descriminalizó el suicidio por medio del Acta del Suicidio de 1961, mientras que la República de Irlanda lo hizo en 1993. En la India, el suicidio era ilegal y la familia del suicida podía enfrentar problemas legales. Sin embargo, en 2014, el Gobierno de la India derogó esa ley. En Alemania, la eutanasia activa es ilegal y todas las personas presentes al momento del suicidio pueden ser procesadas por omisión de auxilio.
Por su parte, Suiza legalizó el suicidio asistido en pacientes enfermos mentales crónicos. La Corte Suprema de Lausana, en una resolución de 2006, garantizó el derecho de una persona con un largo historial de dificultades psiquiátricas a poner fin a su vida. En los Estados Unidos, el suicidio no es ilegal pero puede acarrear sanciones para las personas que lo intenten. El suicidio asistido es legal en el estado de Washington para personas con enfermedades terminales. En Oregón, los pacientes terminales pueden solicitar medicamentos para acabar con su vida. A los canadienses que han intentado suicidarse se les puede impedir el acceso a los Estados Unidos. La ley estadounidense permite a los guardias fronterizos impedir el acceso a enfermos mentales y personas con intentos previos de suicidio.

#### Mundo hispánico
En el mundo hispánico  el suicidio no es un delito, pero sí se castiga su facilitación o instigación por parte de terceros. El artículo 143 del Código Penal español reza que «el que induzca al suicidio de otro será castigado con la pena de prisión de cuatro a ocho años».
Por su parte, Bolivia considera ilegal el homicidio piadoso. El artículo 257 de su Código Penal señala que «se impondrá la pena de reclusión de uno a tres años, si para el homicidio fueren determinantes los móviles piadosos [...]». Igualmente, en Colombia se castiga con dos a seis años de prisión al que «induzca a otro al suicidio» o «le preste una ayuda efectiva para su realización», mientras que «cuando la inducción o ayuda esté dirigida a poner fin a intensos sufrimientos» la pena se reduce a uno o dos años. En Costa Rica, El Salvador, Paraguay y Perú también está penalizado el homicidio por motivos piadosos. En contraste, el artículo 37 del Código Penal de Uruguay destaca que, en casos de homicidio piadoso, «los jueces tienen la facultad de exonerar de castigo al sujeto de antecedentes honorables, autor de un homicidio, efectuado por móviles de piedad, mediante súplicas reiteradas de la víctima». Asimismo, aunque en México la eutanasia activa y el instigar o facilitar el suicidio son ilegales, desde 2008 se permite a pacientes terminales rechazar medicación o tratamientos médicos que busquen mantenerlo con vida —eutanasia pasiva—.

### Religión

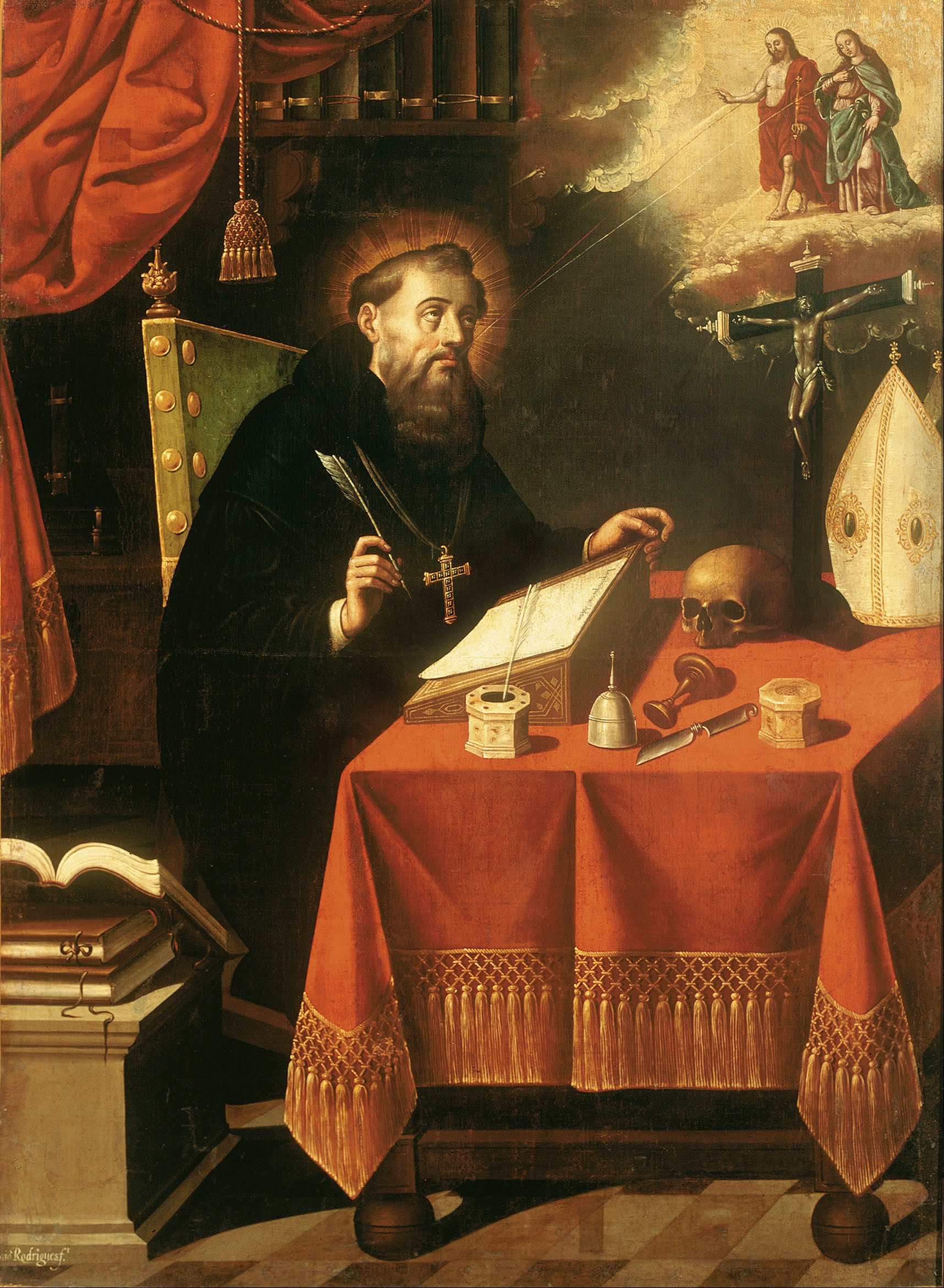
Los escritos de pensadores como Agustín de Hipona influyeron en la visión cristiana del suicidio.

En el cristianismo, el suicidio es considerado un pecado, (debido a esto la iglesia llegó a negar la sepultura a algunos suicidas sobre todo en siglos pasados), en gran parte debido a los escritos de influyentes pensadores del Medievo, como Agustín de Hipona y Tomás de Aquino. No obstante, el suicidio no fue considerado pecado en el Corpus iuris civilis. En la doctrina católica, los argumentos en contra se basan en el mandamiento «No matarás», así como en la idea de que la vida es un regalo de Dios que no debe ser desdeñado y que el suicidio va contra el «orden natural» y por lo tanto interfiere con el plan maestro de Dios para el mundo. Se cree que las enfermedades mentales o el temor al sufrimiento reduce la responsabilidad del suicida. No obstante, un gran número de suicidios de seguidores de Dios no son condenados en la Biblia. En esos pasajes, no se parece considerar el suicidio como un pecado grave. El suicidio aun no se consideraba un pecado según el código cristiano 
bizantino de Justiniano.
La iglesia también llegó a acusar a determinadas publicaciones, consideradas capaces de difundir el acto del suicidio a través del "contagio moral", haciendo un énfasis particular sobre las notas de prensa y novelas como puede ser la novela "Los dolores del joven Werther" del autor alemán Johann Wolfgang von Goethe. 
Para el judaísmo, también la vida es sagrada y condena el hecho de acortar la vida. Para esta religión, el suicidio es un acto criminal, incluso los suicidas son considerados como homicidas, y un delito grave, dado que implica «negar que la vida sea un regalo divino» y porque «constituye un desafío a la voluntad de Dios». Igualmente, la moral islámica es contraria al suicidio. El Corán lo prohíbe al señalar que «no te matarás o destruirás». Por su parte, el Hadiz agrega que el suicidio individual es ilegal y un pecado. Además existe un estigma asociado con el suicidio en los países islámicos.
En el hinduismo, el suicidio está, generalmente, prohibido, dado que «interrumpe la sincronización del ciclo de muerte y renacimiento». No obstante, el hinduismo acepta el derecho de las personas a poner fin a su vida por medio del ayuno, denominado Prayopavesa, que no es considerado suicidio dado que es una práctica no violenta y natural y aceptada sólo bajo ciertas circunstancias. El satí, la autoinmolación llevada a cabo por viudas, fue una práctica común en la sociedad hindú durante la Edad Media.
En la religión maya, se consideraba el suicidio como una manera extremadamente honorable de morir, a un nivel similar al de las víctimas humanas de sacrificios, guerreros caídos en batalla, mujeres muertas de parto, o sacerdotes. Según los mayas, los suicidas no iban a un lugar de condena, sino a un paraíso donde ellos recibían su protección y felicidad.
Dentro de la religión Ainu, se cree que alguien que muere por suicidio se convierte en un Fantasma (tukap) que perseguiría a los vivos.
En general, el mundo pagano, tanto romano como griego, tenía una actitud relajada hacia el suicidio.
En el Budismo, se reconoce que los actos pasados de un individuo influyen mucho en lo que experimenta en el presente; los actos presentes, a su vez, se convierten en la influencia de fondo para experiencias futuras (la doctrina del Karma común con el hinduismo). Las acciones intencionales de la mente, el cuerpo o el habla tienen una reacción. Esta reacción, o repercusión, es la causa de las condiciones y diferencias que uno encuentra en la vida.
El budismo enseña que todas las personas experimentan un sufrimiento sustancial (Duḥkha), en el que el sufrimiento se origina principalmente en acciones negativas pasadas (karma), o puede resultar como un proceso natural del ciclo de nacimiento y muerte (Samsara). Otras razones de la prevalencia del sufrimiento se refieren a los conceptos de impermanencia e ilusión (Maya (ilusión)). Dado que todo está en un estado constante de impermanencia o flujo, los individuos experimentan insatisfacción con los eventos fugaces de la vida. Para salir del samsara, el budismo aboga por el Noble camino óctuple y no aboga por el suicidio. Sin embargo, el budismo no condena el suicidio sin excepción, sino que observa que las razones del suicidio suelen ser negativas y, por lo tanto, contrarrestan el camino hacia la iluminación.
En la Wicca, así como en muchas otras religiones neopaganas, no existe un consenso general sobre el suicidio. Algunos ven el suicidio como una violación de la santidad de la vida y una violación de la más fundamental de las leyes wiccanas, Rede. Sin embargo, como la Wicca cree en la Reencarnación en lugar de recompensas o castigos permanentes, muchos creen que los suicidas renacen (como todos los demás) para soportar las mismas circunstancias en cada vida subsiguiente hasta que se desarrolle la capacidad de hacer frente a las circunstancias.

### Filosofía

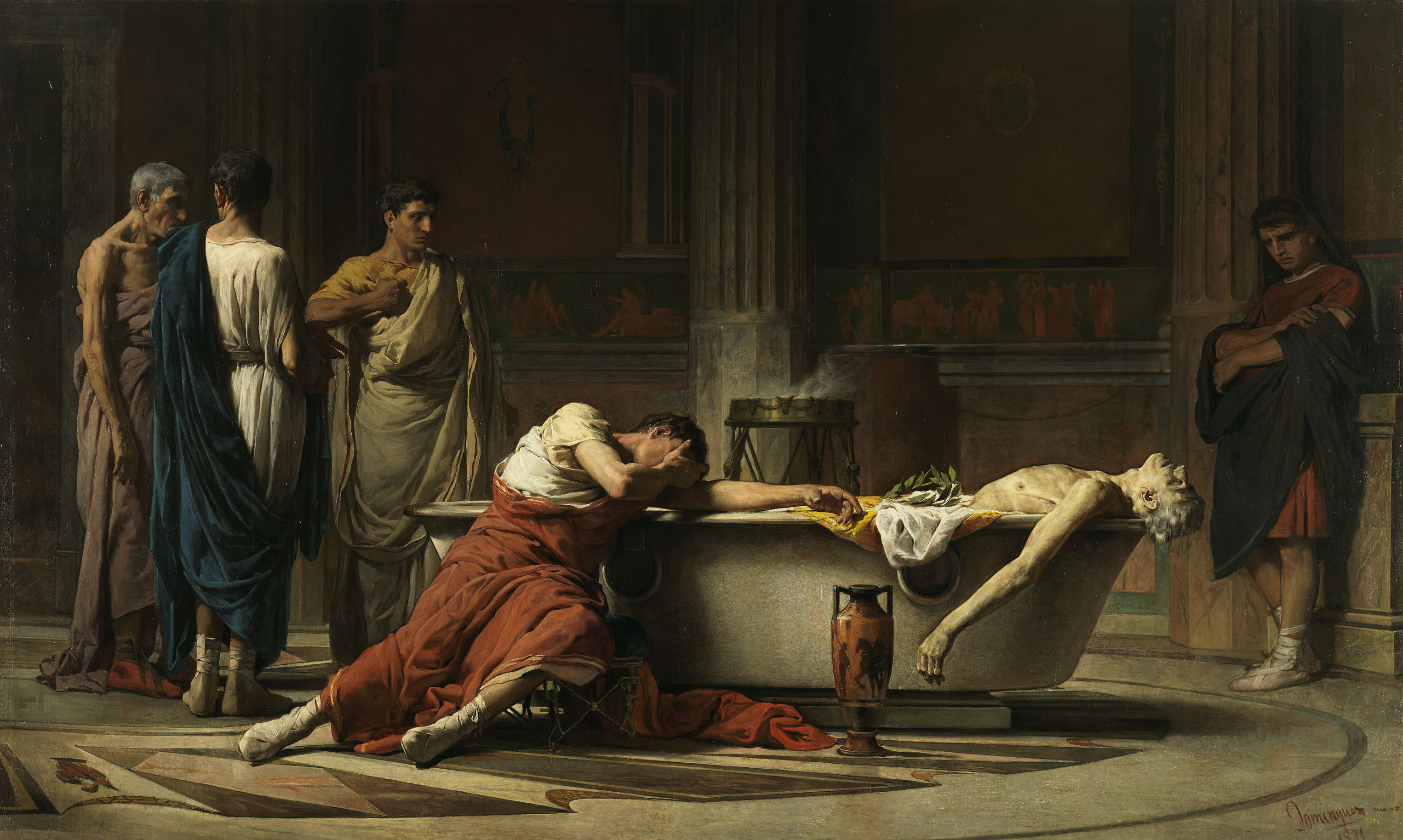
La muerte de Séneca por Manuel Domínguez Sánchez (1871).

El escritor y filósofo francés Albert Camus sostiene en El mito de Sísifo que el suicidio es rendirse ante el absurdo de la vida, siendo el único problema filosófico verdaderamente serio.
Diversas preguntas han surgido en torno a la filosofía del suicidio, incluyendo qué constituye un suicidio, si el suicidio puede ser una elección racional y la permisividad moral del suicidio. Los argumentos relacionados con la aceptabilidad del suicidio en términos morales y sociales varían desde posturas que lo consideran intrínsecamente inmoral e inaceptable bajo cualquier circunstancia, hasta otras que lo consideran un derecho de cualquier persona que crea que, racional y concienzudamente, tomó la decisión de finalizar la vida, incluso si son jóvenes y saludables.
Entre los oponentes al suicidio se encuentran Agustín de Hipona, Tomás de Aquino, Immanuel Kant y, podría decirse, John Stuart Mill —el enfoque de Mill en la importancia de la libertad y autonomía implica su rechazo a decisiones por las cuales se impida a las personas tomar futuras decisiones autónomas—. Otros filósofos ven el suicidio como materia legítima de las decisiones personales. Quienes apoyan estas posiciones sostienen que nadie debe ser obligado a sufrir, particularmente de condiciones como enfermedades incurables o mentales y la vejez. Además, rechazan la creencia de que el suicidio es siempre irracional, argumentando que puede ser un último recurso válido para aquellos que enfrentan dolor o traumas duraderos. Una postura más fuerte argumentaría que a las personas se les debería permitir elegir, de forma autónoma, morir independientemente de si están sufriendo. Entre quienes apoyan esta posición se encuentran David Hume y Jacob Appel. Algunas corrientes de la filosofía pesimista y antinatalista tienden a la justificación moral del suicidio. Sin embargo, Sarah Perry sostiene que "es la persona suicida la que debe justificar su negativa a vivir, en lugar de exigir a la comunidad que justifique la acción de obligarlo a vivir".

### Literatura

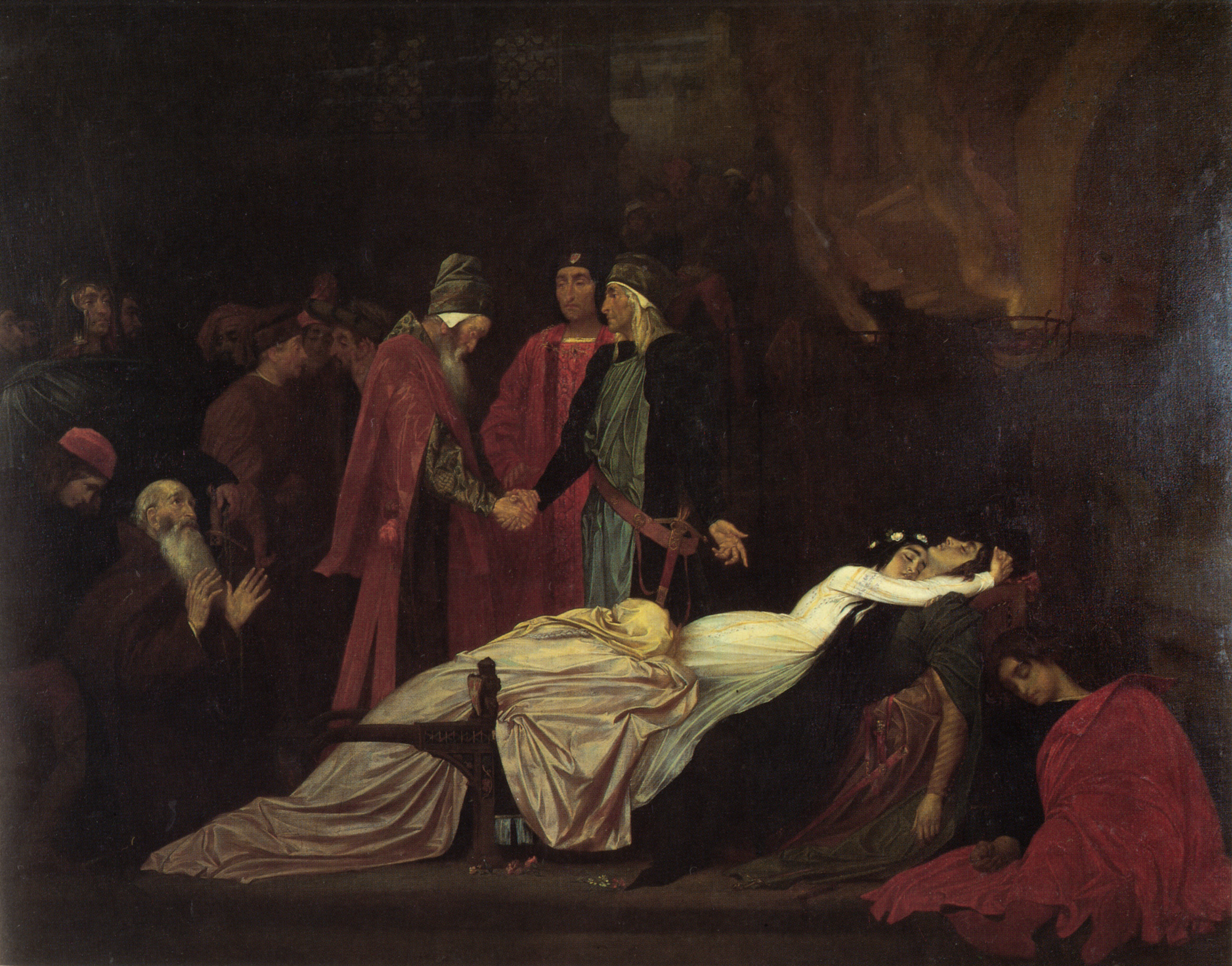
En la tragedia Romeo y Julieta, William Shakespeare resolvió el trágico final con el suicidio de sus protagonistas.

En la literatura universal, la temática sobre el suicidio ha sido recurrente desde casi el principio de los primeros textos antiguos. Sófocles, en la antigua Grecia, ya habló sobre él en sus tragedias Edipo rey y Áyax. En Edipo rey, Yocasta se ahorca con su propio cabello mientras que en Áyax, el mismo Áyax se deja caer sobre la espada de Héctor. 
El célebre dramaturgo inglés, William Shakespeare, inmortalizó el tema del suicidio en sus dramas universales como Otelo o Romeo y Julieta, donde los dos amantes tienen un destino trágico debido a su amor imposible y deciden acabar con sus vidas. Según palabras del propio Romeo: «La vida es mi tortura y la muerte será mi descanso». Además, el mismo autor indaga de manera filosófica sobre el tema del suicidio en la tragedia Hamlet, donde el mismo Príncipe Hamlet sostiene en su famoso soliloquio «Ser o no ser», en la escena primera del tercer acto, una reflexión sobre su propio suicidio tras el descubrimiento del homicidio de su padre por parte de su tío.
En la literatura española, la tragicomedia de La Celestina acaba con el suicidio de Melibea tras ver morir a su amante Calisto. Similarmente en Don Álvaro o la fuerza del sino tras el asesinato del personaje Leonor, el protagonista don Álvaro cae en la locura y se suicida arrojándose desde un precipicio. El tema del suicidio fue común en las corrientes decimonónicas del romanticismo y realismo literarios, presente en obras como Frankenstein, Ana Karenina, Madame Bovary, etcétera.
En la Inglaterra victoriana, el autor escocés Robert Louis Stevenson escribió el cuento detectivesco El club de los suicidas, perteneciente a su colección de cuentos, Las nuevas mil y una noches, en donde el autor planteaba una sociedad secreta cuyos miembros deciden ingresar en ella para suicidarse.
En la vida real, Leopoldo Lugones, Horacio Quiroga y Alfonsina Storni, entre otros, se quitaron la vida voluntariamente.

### Música

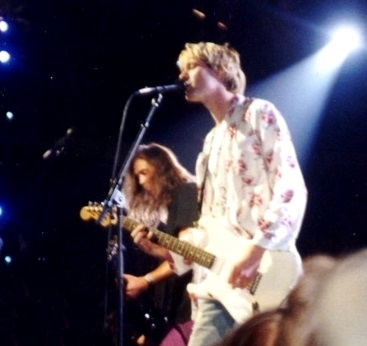
Kurt Cobain (en primer término) y Krist Novoselic (al fondo) alrededor de 1992 interpretando una canción de Nirvana. Fue famoso y controvertido el suicidio de Cobain a sus 27 años.

En la industria de la música rock, el suicidio es algo recurrente entre los artistas, sobre todo entre los cantantes, que han alcanzado un estatus de dominantes dentro del mundo del espectáculo musical. El suicidio en estos casos ha sido inducido por presiones inherentes a la propia industria musical o por el abuso de drogas.
Algunos de los casos más famosos fueron, por ejemplo, el suicidio de Kurt Cobain, líder, cantante y guitarrista del grupo de rock grunge americano Nirvana, que fue hallado muerto en su casa aparentemente de un disparo en la cabeza —a pesar de que aún existan controversias sobre la naturaleza real de su muerte—. Otro de los casos más representativos fue el suicidio de Ian Curtis, el cantante y líder del grupo de Mánchester, Joy Division. El cantante de Stretford padeció de epilepsia durante algunos años de su vida y tuvo graves crisis relacionadas con ella durante algunos de sus conciertos, las cuales lo llevaban a convulsionar mientras cantaba por lo que rápidamente se hizo famoso. Curtis puso punto final a su vida colgándose del tendedor de su casa a la edad de 23 años. El australiano Michael Hutchence de la banda INXS, se suicidió en 1997 ahorcándose previo a los 20 años de la banda. Rozz Williams, cantante de la banda de death rock Christian Death, también se ahorcó en su domicilio de West Hollywood a los 34 años por problemas de todo tipo, sobre todo relacionados con sus frustraciones.
Otros cantantes y músicos famosos suicidas fueron Jim Morrison de The Doors, Janis Joplin, Brian Jones de The Rolling Stones, Jimi Hendrix que, juntamente al citado Cobain, formaron el llamado Club de los 27, artistas musicales muertos a la edad de 27 años. En 2017, el cantante de Linkin Park, Chester Bennington, se ahorcó en su domicilio de Palos Verdes (California) a los 41 años. Otro artista famoso que se suicidó fue Avicii.

### Cine

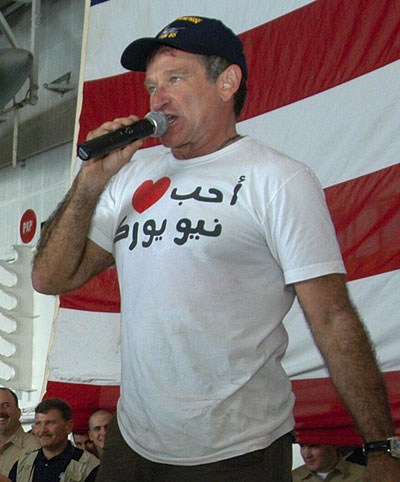
El actor Robin Williams se suicidó tras padecer una enfermedad neurológica.

La industria del séptimo arte a menudo retrata el tema del suicidio desde múltiples puntos de vista. Así como en Dead Poets Society, película dirigida por Peter Weir en 1989, el protagonista principal de la historia, Neil Perry, decide suicidarse por culpa de la férrea e intransigente educación paterna que le impide alcanzar su sueño de ser actor, en Hard Candy —realizada por David Slade en 2005— el protagonista masculino se suicida, inducido por una chica mucho menor que él, que lo amenaza con revelar algo muy tórrido sobre su pasado. En Las vírgenes suicidas de Sofia Coppola de 1999, el suicidio se hace patente en una de las hermanas durante la pubertad de una de ellas. En los filmes policíacos es habitual centrar los suicidios tras ingerir substancias narcóticas como, por ejemplo, en Lethal Weapon dirigida por Richard Donner en 1987, donde la chica que abre el caso, Amanda Hunsaker, se precipita por el balcón de un gigantesco rascacielos después de haberse drogado. 
Por otra parte, son numerosos los casos suicidas entre el gremio de los creadores de la industria del espectáculo. El actor Robin Williams se suicidó en 2014 tras sufrir una enfermedad neuronal. También se suicidó la actriz Romy Schneider, famosa por interpretar en el cine a la emperatriz Isabel de Baviera —más conocida por Sissi— que se provocó la muerte en 1982 tras haber perdido a su hijo mayor. El director Tony Scott se suicidó en circunstancias aún no del todo esclarecidas, ya que mientras el forense descartó el cáncer, su hermano Ridley Scott aseguró que había estado luchando durante años contra esta enfermedad.

### Sociología

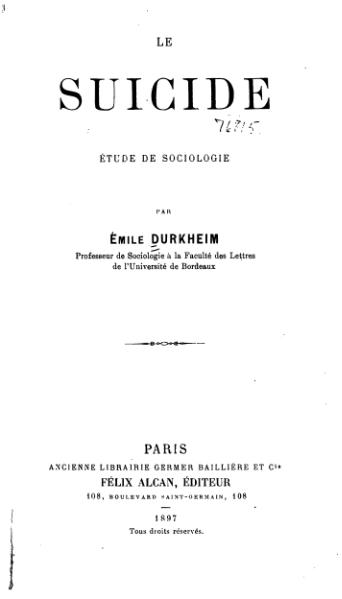
En Le suicide (1897), Émile Durkheim realizó una investigación sociológica del suicidio basada en datos y análisis estadísticos.

El sociólogo francés Émile Durkheim en su obra Le suicide (1897), señala que los suicidios son fenómenos individuales que responden esencialmente a causas sociales. Este acto se define como «todo caso de muerte que resulte, directamente o indirectamente, de un acto, positivo o negativo; realizado por la víctima misma, sabiendo ella que debía producir este resultado». Para Durkheim, el suicidio «es el resultado de la fortaleza o la debilidad del control de la sociedad sobre el individuo».
Durkheim define cuatro tipos de suicidio:
- Suicidio altruista: «pedido por la sociedad, debido a su cultura, normas y costumbres». La persona carece de otra «opción honorable», por lo que seguir viviendo sería una «ignominia». Se da en individuos «integrados en el grupo pero con carencia de individualización».
- Suicidio egoísta: el individuo tiene pocos lazos con la sociedad; «son personas que viven solas, no tienen familia ni grupo social o institución con quien relacionarse». Prácticamente carece de exigencias sociales. Se da en individuos «no fuertemente integrados en su grupo social».
- Suicidio anómico: ocasionado por una «repentina ruptura» en la relación entre la persona y la sociedad, por ejemplo, ante la pérdida de «seres queridos, propiedad, prestigio». Es decir, ocurre en individuos con una «integración distorsionada con el grupo».
- Suicidio fatalista: acontece «cuando existe una reglamentación excesiva, que termina aplastando a los individuos».

Según Rodríguez Pulido et al. (1990), las conclusiones más relevantes de la obra de Durkheim son: que el individuo se suicida porque la sociedad a la que pertenece ha perdido su cohesión y que la religión «ejerce una acción profiláctica sobre el suicidio porque constituye una sociedad». En contraste, los críticos a su obra han señalado: que la realidad social no es independiente de las realidades individuales, que hay una tendencia a «extraer conclusiones mediante un análisis conceptual para demostrar las cosas» y que «[Durkheim] ajustó» los datos estadísticos y las ideas teóricas para «demostrar la validez de su proposición general».

### Defensa
Algunas culturas y subculturas han defendido el suicidio. El ejército japonés, durante la Segunda Guerra Mundial, animó y glorificó los ataques kamikaze, los ataques suicidas realizados por aviadores del Imperio contra los navíos aliados. La sociedad japonesa ha sido calificada de «tolerante del suicidio». Al realizar búsquedas en Internet de información relacionada con el suicidio, entre 11 y 30 % de las páginas web pueden animar el suicidio y facilitar métodos para hacerlo. Varias personas realizan pactos suicidas en línea, tanto con amigos preexistentes o con personas recientemente conocidas en salas de chat o en foros. No obstante, el Internet puede ayudar a prevenir los suicidios al proveer un grupo social a personas aisladas.

### Lugares

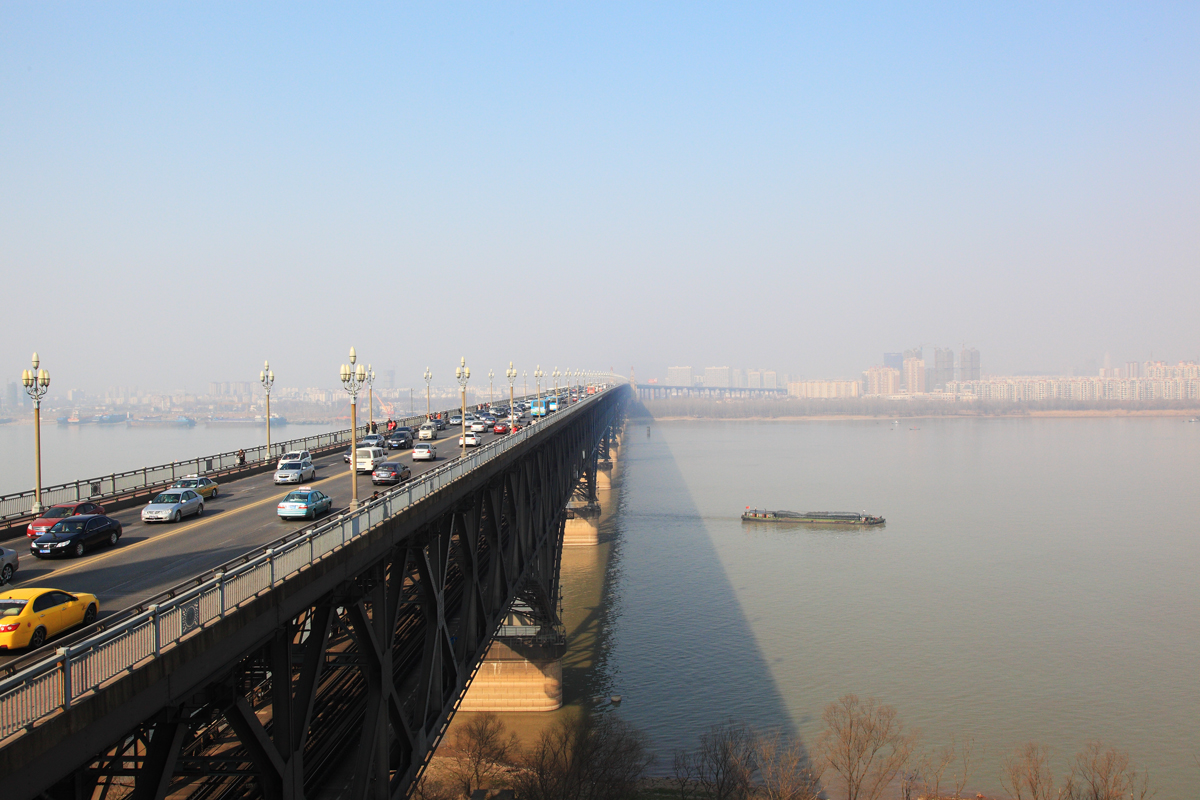
El puente de Nankín sobre el río Yangtsé es el lugar con la mayor cantidad de suicidios en el mundo. Suma más de 2 000 desde su inauguración en 1968.

Algunos puntos de referencia se han hecho conocidos para sus altos niveles de intentos de suicidio. Estos incluyen: el metro de Londres, el puente Nusle de Praga, el cabo Beachy de Eastbourne, el viaducto Príncipe Edward de Toronto, el Salto de Tequendama en Colombia, el Puente de las Américas en Panamá, The Gap en Sídney, las cataratas del Niágara, el puente Golden Gate en San Francisco, el puente de Nankín sobre el río Yangtsé, un peñón conocido como la Piedra Feliz de Valparaíso, el Metro y el Mall Costanera Center en Santiago de Chile, el monte Mihara en Izu Ōshima y el bosque Aokigahara en Japón. Para el 2010, el puente Golden Gate sumaba más de 1300 muertes por suicidio desde su construcción en 1937. En otros lugares se han construido barreras para evitar los suicidios, por ejemplo, la Torre Eiffel de París, el Empire State de Nueva York, el puente de la bahía de Sídney o el Viaducto de Madrid.

### Casos notables

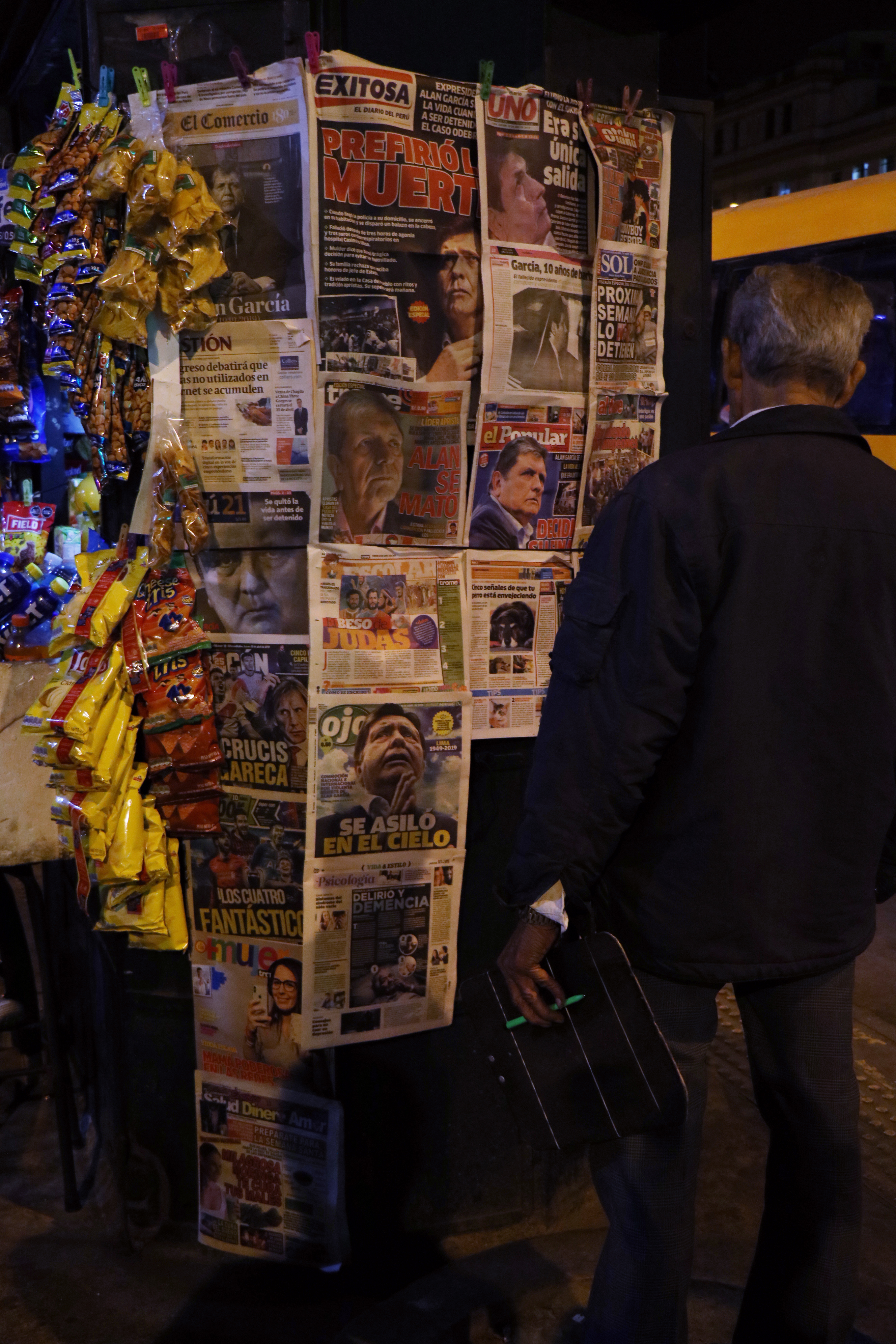
Periódicos en Lima (Perú) informan sobre el suicidio con arma de fuego del expresidente peruano Alan García.

Durante los últimos días de la batalla de Saipán de 1944, miles de ciudadanos japoneses se suicidaron, algunos al saltar de los acantilados «Banzai» o «Suicide», temerosos de vivir bajo la ocupación estadounidense. Algo similar sucedió al año siguiente, el 8 de mayo de 1945; entre 700 y 1000 habitantes de Demmin, Alemania, se suicidaron ante la inminente llegada del Ejército Rojo. También durante la Segunda Guerra Mundial, al mariscal de campo alemán Erwin Rommel, acusado de participar en el atentado del 20 de julio, fue obligado a suicidarse bajo la amenaza de un juicio público (donde sería encontrado culpable y recibiría la pena de muerte) y de represalias a su familia. El 18 de noviembre de 1978, 914 miembros del Templo del Pueblo se suicidaron tras tomar cianuro. Las huelgas de hambre de 1981, lideradas por Bobby Sands, resultaron en la muerte de 10 personas. La causa de muerte fue identificada por el forense como «inanición, autoimpuesta» en lugar de suicidio; la causa fue modificada a simplemente «inanición» en los certificados de muerte tras protestas de los familiares de los fallecidos.
El suicidio también se usó como forma de denuncia de la represión sufrida hacia los más débiles (como la autoinmolación de los bonzos o de Mohamed Bouazizi).
Se han dado casos de suicidios de pilotos de aviones (sin motivación terrorista).
Un caso de suicidio por rebeldía es el que presenta Ousmane Sembène, director de cine de Senegal, en la historia del personaje central de su película La Noire de….